# Transmeridian-Air-Cargo-Flug 3751
Der Transmeridian-Air-Cargo-Flug 3751 (Flugnummer: KK3751) war ein Frachtflug der britischen Transmeridian Air Cargo von Hongkong nach Bangkok am 2. September 1977. Auf diesem Flug ereignete sich ein schwerer Flugunfall, als die eingesetzte Canadair CL-44D4-2 kurz nach dem Start auseinanderbrach und ins Meer stürzte. Bei dem Unfall starb die vierköpfige Besatzung der Maschine.

## Maschine
Bei dem Flugzeug handelte es sich um eine Canadair CL-44D4-2 mit der Werknummer 21. Die Maschine absolvierte am 17. Mai 1961 mit dem Testkennzeichen CF-NNE-X ihren Erstflug, ehe sie am 4. Juli 1961 an die Flying Tiger Line ausgeliefert wurde, welche die CL-44 mit dem Luftfahrzeugkennzeichen N452T in Betrieb nahm. Am 20. September 1966 wurde ein Leasingvertrag mit der Transglobe Airways abgeschlossen und die Maschine mit dem neuen Kennzeichen G-ATZH zugelassen, jedoch wurde sie nie übernommen und so wurde der Leasingvertrag bald darauf aufgekündigt. Am 4. Mai 1967 wurde die Maschine wieder mit ihrem vormaligen Kennzeichen N452T auf die Flying Tiger Line registriert und bis zu einer vorläufigen Außerbetriebsetzung und Einlagerung ab dem Jahr 1970 weiterbetrieben. Am 29. Januar 1972 wurde die Maschine an die Transmeridian Air Cargo verkauft und absolvierte einen Überführungsflug vom Los Angeles International Airport zum London Stansted Airport und dann weiter zum London Southend Airport. Am 7. März 1972 sollte die Maschine mit dem bereits 1966 aufgetragenen Kennzeichen G-ATZH wieder zugelassen werden, jedoch wurde das Kennzeichen zunächst als G-ATHZ aufgetragen, was später korrigiert werden musste. Am 13. März wurde die Maschine wieder zum London Stansted Airport geflogen und dort eingelagert. Am 1. August 1972 wurde die Maschine für Filmarbeiten mit einer Bemalung der Royal Air Force, dem militärischen Luftfahrzeugkennzeichen XV196 sowie der Beschriftung Royal Air Force Air Support Command versehen. Nach Abschluss der Filmarbeiten stand die Maschine einige Zeit abgestellt und wurde als Teileträger verwendet. Ab dem 1. Februar 1974 wurde sie überholt und für einen Weiterbetrieb vorbereitet. Am 8. August 1975 erhielt die Maschine ein neues Lufttüchtigkeitszeugnis und ging einen Tag darauf wieder mit dem Kennzeichen G-ATZH in Betrieb. Das viermotorige Langstrecken-Frachtflugzeug war mit einem abklappbaren Heckteil (Swing Tail) sowie vier Turboproptriebwerken des Typs Rolls-Royce Tyne 515-12 ausgerüstet. Bis zum Zeitpunkt des Unfalls hatte die Maschine eine Gesamtbetriebsleistung von 29.376 Betriebsstunden absolviert, davon 69 Betriebsstunden seit der letzten turnusmäßigen Wartungsinspektion.

## Besatzung
Es befand sich eine vierköpfige Besatzung an Bord der Maschine, bestehend aus einem Flugkapitän, einem Ersten Offizier, einem Flugingenieur und einem Navigator: 
- Der 48-jährige Flugkapitän verfügte neben der CL-44 auch über eine Musterberechtigung für die Lockheed L-749 Constellation sowie Maschinen der Marke Auster. Er besaß eine kumulierte Flugerfahrung von 11.446 Stunden und 30 Minuten, von denen er 5.880 Stunden im Cockpit der Canadair CL-44 absolviert hatte.
- Der 41-jährige Erste Offizier besaß neben seiner Musterberechtigung zum Ersten Offizier der Canadair CL-44 auch Berechtigungen für die Piper PA-30, die Piper PA-39, die Cessna 150, die Cessna 172, die Cessna 175 sowie die Cessna 182. Er verfügte über 6.356 Stunden und 45 Minuten Flugerfahrung mit allen Flugzeugtypen, mit der CL-44 hatte er davon 2.153 Stunden und 15 Minuten absolviert, davon allesamt in der Funktion des Ersten Offiziers.
- Der 52-jährige Flugingenieur verfügte über 11.841 Stunden Flugerfahrung, davon hatte er 5.556 Stunden im Cockpit der Canadair CL-44 absolviert.
- Der eingesetzte Flugnavigator war 57 Jahre alt.

## Unfallhergang
Mit der Maschine sollte ein interkontinentaler Flug von Hongkong in das Vereinigte Königreich durchgeführt werden. Es waren mehrere Zwischenstopps vorgesehen, von denen Bangkok der erste war. Die Besatzung erhielt eine Freigabe zum Start von Startbahn 13 des Flughafens Kai Tak und hob bei Nacht ab. Unmittelbar nach dem Start der Maschine um 08:30 Uhr Ortszeit kam es zu einem Triebwerksschaden an Triebwerk Nr. 4. Augenzeugen berichteten von sichtbaren Rauchschwaden, die aus diesem Triebwerk zogen. Es entwickelte sich ein Brand. Die Piloten baten nur eine Minute nach dem Start um eine Freigabe zur Notlandung auf Landebahn 31. Sie brachten den Propeller in die Segelstellung, der Brand schritt jedoch voran. Die Piloten erhielten die Freigabe zum Sinkflug auf 2.000 Fuß. Im nächsten Augenblick und nur acht Minuten nach dem Start stürzte die Maschine nach einem Kontrollverlust bei Waglan Island ins Südchinesische Meer, wobei alle vier Besatzungsmitglieder getötet wurden.

## Ursachen
Es wurde festgestellt, dass die Maschine nach einem Kontrollverlust ins Meer gestürzt war, nachdem aufgrund des fortschreitenden Brandes das Triebwerk Nr. 4 mitsamt dem Ende der rechten Tragfläche von der Maschine abgebrochen waren. Dies sei auf einen Ausfall von Triebwerk Nr. 4, einem Brand im Triebwerkinneren und einem Brand im Treibstoffsystem gefolgt, welcher sich schließlich zu einem gewaltigen äußeren Brand fortentwickelte.